# Sainte-Perpétue
Sainte-Perpétue es un municipio canadiense situado en la provincia de Quebec.

## Superficie
Sainte-Perpétue tiene una superficie de 291,04 km².

## Demografía
En 2021, tenía 1715 habitantes, una densidad poblacional de 5,9 hab./km², y 854 viviendas.